# アブー・ユースフ
アブー・ユースフ（Abu Yūsuf）は、8世紀のイスラーム法学者。アブー・ハニーファの弟子であり、師アブー・ハニーファやシャイバーニーらと共にハナフィー学派の理論的な基礎を築いた。アッバース朝の歴代カリフに仕え、ハールーン・ラシードの治世に『地租の書』 (Kitāb al-Kharaj）を記したことでも知られている。

## 生涯
もっぱら「アブー・ユースフ」のクンヤで呼ばれるが、イスムは「ヤァクーブ」、ナサブは「イブン・イブラーヒーム」、「アンサーリー」「クーフィー」などのニスバがある。父系先祖のひとりサアド・ブン・ビジャイル（ハブタ）はマディーナに住んでいたサハーバであり、彼が若年の頃は預言者ムハンマドがまだ存命であった。アブー・ユースフは「生粋のアラブ」とされる。
アブー・ユースフはウマイヤ朝時代、クーファの貧しい家に生まれた。アブー・ハニーファのもとで教育を受け、イスラーム最古の法学書である『ムワッター』の著者として知られるマーリク・ブン・アナスなどと共に学を修めたと伝えられている。晩年にはアッバース朝のカリフであるハールーン・ラシードにバグダードの大カーディーに任命され、カーディーの罷免、ひいてはアッバース朝の政策に影響力を持つようになった。また、アブー・ユースフの大カーディー任命は、あくまで私人であるウラマーが国家の要職につくようになる始まりであり、ウラマーがそれと分かる服装をするように勧めた最初の人物であった。ユースフはラシードの要望で『地租の書』を記した。ユースフは796年から797年、ラシードのモスル遠征に同行した。798年、アブー・ユースフはバグダードで死去した。

## 思想
アブー・ユースフは師であるアブー・ハニーファと比べて法に厳格であり、アブー・ハニーファは「酔わなければ酒を飲んでいいのか」と問われたときに「そうだ。酔わなければいい」と答えたのに対してアブー・ユースフは、禁じられたものを口にすることは禁じられるということを理由に、たとえ酔わなかったとしても酒を飲むことを禁じたと伝わっている。また、部分的に奴隷である者は自分の死後に他人によって財産を相続されることはなく、他人の財産を相続することも出来ないとされているが、アブー・ユースフは、奴隷が自由である範囲内においては他人に財産を相続されうるし、他人の財産を相続できるとしている。このような法的見解については多くの点でアブー・ハニーファと異なっていたが、法原則においてはアブー・ハニーファにしたがった（16世紀オスマン朝のシャイフル・イスラーム、イブン・カマールの見解による）。

### 地租の書
『地租の書』は当時のカリフであったハールーン・ラシードの要望で記された国家財政、税制、刑事裁判などに関する論考であり、ラシードの諮問に対して解答するかたちで書かれ、イスラームの預言者であるムハンマドや初代正統カリフのアブー・バクルをはじめとする歴代正統カリフたちの契約書の全文を掲載し、そのうえに自身の法的解釈を付け加えている。序文はイスラーム政治論が述べられており、これはイスラーム政治論の著作としては最初のものである。

## 著作
- 『地租の書』 (Kitāb al-Kharaj)
- 『ヒヤルにおける出口の書』 (Kitāb al-Makharīj fi-l-Hiyal)
- 『道標の書』 (Kitāb al-Ārthār) - ハディース集
- 『アウザーイーのスィヤルに対する駁論の書』 (Kitāb al-Radd alā Siyar al-Awzāī) - シリア出身の法学者であるアウザーイーに対する反駁書
- 『カーディー読本』 (Adab al-Qādī) - 裁判に関する方法論
- 『機智の書』 (Kitāb al-Latāif) - 法の細微にまつわる書

### 書籍
- 小杉泰『イスラームとは何か』講談社〈講談社現代新書〉、1994年7月20日。ISBN 4-06-149210-1。

### 論文
- 早矢仕悠太「アブー・ユースフ『租税の書』の解題と翻訳」『イスラム思想研究』第1巻、東京大学大学院人文社会系研究科イスラム学研究室、2019年3月、39-48頁、ISSN 2434-8732、NAID 120006903093。
- 森伸生「イスラームの法と宗教」（PDF）『ニューズレター』第43巻、拓殖大学イスラーム研究所、2014年7月25日。
- 太田敬子「ナジュラーンの安全保障契約を巡る諸問題(1) : 使徒ムハンマドの異教徒政策の伝承とその影響」『北海道大学文学研究科紀要』第133号、北海道大学、2011年、1-55頁、ISSN 1346-0277、NAID 110008152842。
- 河野斅代「イスラム法における相続人」『明治大学大学院紀要』第4巻、明治大学大学院、1967年3月、221-232頁、ISSN 0389-603X、NAID 120001969359。
- 医王秀行「初期アッバース朝のカーディー職」『オリエント』第32巻第1号、日本オリエント学会、1989年、1-19頁、doi:10.5356/jorient.32.1、ISSN 0030-5219、NAID 110000131511。
- 櫻井秀子「イスラーム法学のダイナミズムの根源に関する一考察 : 法学派の形成過程を中心として」『総合政策研究』第21巻、中央大学総合政策学部、2013年3月、67-79頁、ISSN 1341-7827、NAID 110009633965。